# Kym Hampton
Kym Michelle Hampton (Louisville, 3 novembre 1962) è un'ex cestista statunitense, professionista nella WNBA.

## Carriera
È stata selezionata dalle New York Liberty come 4ª scelta assoluta dell'Elite draft del Draft WNBA 1997.